# The 100
The 100 ist eine US-amerikanische Science-Fiction-Fernsehserie des Fernsehsenders The CW, die von Jason Rothenberg entwickelt wurde und auf der gleichnamigen Buchreihe von Kass Morgan basiert. Die Serie handelt von hundert jugendlichen Straftätern, die fast 100 Jahre nach einem Atomkrieg auf die Erde geschickt werden. Die Erstausstrahlung erfolgte ab März 2014 auf The CW. Die deutschsprachige Erstausstrahlung sendete der Privatsender ProSieben bzw. dessen Schwestersender Sixx ab Juli 2015.
Die siebte und letzte Staffel der Serie wurde vom 20. Mai bis zum 30. September 2020 in den USA ausgestrahlt. Die letzte Staffel enthält 16 Folgen – die Serie endete mit genau 100 Episoden.

## Handlung

### Staffel 1
Die Radioaktivität eines Atomkrieges machte die Erde vor 97 Jahren unbewohnbar. Im Orbit vereinten sich daraufhin zwölf Raumstationen verschiedener Nationen zu einer riesigen Station, der Ark (dt. „Arche“). Aufgrund begrenzter Ressourcen herrschen auf der Station strenge Regeln und eine Ein-Kind-Politik. Jede von einem Erwachsenen verübte Straftat, wie die Verschwendung von Sauerstoff, wird mit dem Tode bestraft. Als feststeht, dass der Ark nur wenige Monate bleiben, bis der Sauerstoff aufgebraucht ist bzw. die CO2-Filter versagen, werden 100 jugendliche Straftäter mit einem Raumschiff auf die Erde entsandt, um mithilfe von Armbändern, die Lebenszeichen an die Ark senden, herauszufinden, ob die Erde wieder bewohnbar ist.
Unter ihnen befindet sich die 17-jährige Clarke Griffin, Tochter der Chefärztin der Ark. Bereits bei der Landung auf der Erde kommt es zu Problemen, so bricht die Verbindung zur Ark ab und die 100 kommen nicht am geplanten Landeplatz bei Mount Weather an. Währenddessen wird Thelonius, der Ratspräsident der Ark, angeschossen vorgefunden und sein Stellvertreter Kane übernimmt zwischenzeitlich die Führung. Als Täter wird Bellamy Blake ausgemacht, dessen Schwester Octavia ebenfalls unter den 100 ist. Auf der Erde sind die 100 jedoch nicht wie angenommen allein, sondern treffen auf andere Überlebende (u. a. „Grounder“ – sinngemäß „Bodenbewohner“) und gefährliche mutierte Tiere. Es kommt zu Konflikten innerhalb der Gruppe und mit den rätselhaften Groundern, was erste Opfer fordert.
Zwischen den Groundern und den 100 lässt sich ein Krieg schließlich nicht mehr verhindern. Zahlen- und waffenmäßig unterlegen, verschanzen sich die verbliebenen Jugendlichen in der Landekapsel, um von dort aus die Grounder abzuwehren. Durch Zündung der Triebwerke kann die Gruppe die ca. 300 Angreifer größtenteils töten. Nachdem sie aus dem Raumschiff steigen, greift eine dritte Fraktion („Mountainmen“ – sinngemäß „Bergmenschen“) an, die von den Groundern gefürchtet wird und technisch überlegen ist.

### Staffel 2
Von den Mountainmen wird ein Großteil der verbliebenen Jugendlichen der 100 aufgenommen und zu Mount Weather geschafft. Dort leben die Mountainmen in einem unterirdischen Bunkersystem als Nachfahren einiger Überlebender des Atomkrieges. Die Mountainmen versorgen die Jugendlichen und geben sich zunächst freundlich. Clarke misstraut ihnen und flieht, um die außerhalb des Berges verbliebenen Jugendlichen zu suchen. Octavia lernt derweil den Grounder Lincoln kennen und nach anfänglichen Spannungen werden die beiden ein Paar.
Schließlich wird klar, dass die Mountainmen durch ihre Isolation im Bunker die erhöhte Radioaktivität im Gegensatz zu Groundern und den Menschen der Ark nicht aushalten können. Wie sich außerdem herausstellt, nutzen die Mountainmen das Blut von Groundern, um Verstrahlungen zu therapieren, was der Grund für ihren Ruf unter den Groundern ist. Das Blut und Knochenmark der Jugendlichen von der Ark ist dazu jedoch wesentlich besser und zudem für eine langfristige Therapie geeignet, ihre Leben sind damit in Gefahr. Allerdings weigert sich der Anführer der Mountainmen zunächst, diesen Weg zu beschreiten, auch wenn sein Berater dies beharrlich vorantreibt. Währenddessen haben die Erwachsenen der Ark es geschafft, den größten Teil der Station auf der Erde bruch zu landen, Thelonius blieb dabei mit dem Ringsegment im Orbit zurück. Clarke trifft die außerhalb des Berges verbliebenen Jugendlichen und ihre Mutter wieder. Im Anschluss setzt Clarke alles daran, die in Mount Weather gefangenen Jugendlichen zu retten. Dazu paktiert sie mit den Groundern, um gemeinsam ihre Gefangenen zu befreien. Als Bedingung dafür stellt deren Anführerin Lexa den Tod von Finn, da dieser zuvor, um Clarke zu finden, einige Grounder getötet hatte. Daraufhin tötet Clarke Finn, um ihn vor einem qualvollen Tod durch die Grounder zu bewahren. Bellamy wird in Mount Weather eingeschleust und versucht, die gefangenen Grounder zu befreien, um einen Zweifrontenkrieg zu ermöglichen. Jasper hat derweil in dem Mountainmen-Mädchen Maya eine Freundin und Verbündete gefunden, die gegen die Pläne ihrer Leute ist. Thelonius schafft es unterdessen, mit einer Atomrakete ebenfalls auf der Erde zu landen. Er trifft auf die Leute der Ark und begibt sich mit Murphy auf die Suche nach einer sogenannten Stadt des Lichts, in der alle Menschen sicher sein sollen.
Kurz vor dem militärischen Angriff auf Mount Weather, der die Grounder und die restlichen der 100 retten soll, wird Clarke von Lexa, der Anführerin der Grounder, verraten. Lexa schließt einen Deal mit den Mountainmen und gibt die Verbliebenen der 100 auf, um die eigenen Leute zu retten. Innerhalb des Berges haben die Mountainmen mittlerweile damit begonnen, das Knochenmark der Ark-Überlebenden zu „ernten“. In die Enge getrieben, kontaminiert Clarke daraufhin gemeinsam mit Bellamy das Bunkersystem mit radioaktiver Luft, sodass alle Mountainmen sterben und nur die Gefangenen von der Ark überleben. Clarke verlässt kurz darauf die anderen, da deren Anblick ihr Schuldgefühle machen würde. Thelonius trifft unterdessen in einem Haus ein, in dem eine projizierte Frau ihn willkommen heißt und ihn zu einer Atomrakete führt.

### Staffel 3
Zu Beginn der Staffel sind 3 Monate vergangen. Camp Jaha wurde in Arkadia umbenannt. Abby und Kane nehmen gemeinsam die Position des Kanzlers ein. Raven hat seit der Explosion in Mount Weather wieder starke Schmerzen in ihrem Bein, Jasper kann den Tod seiner Freundin Maya nur schwer verarbeiten und greift daher oftmals zur Flasche. Octavia und Lincoln haben eine Krise, da Lincoln sich immer mehr den Sky People anschließt und Octavia hingegen sich eher den Groundern verbunden fühlt. Bellamy wird nun endlich auch als Anführer akzeptiert. Die Bewohner von Arkadia befassen sich zwar zum Großteil mit ihren eigenen Problemen, doch es ist kein Krieg, der sie beschäftigt.
Derweil lebt Clarke in den Wäldern. Sie ist unter dem Namen Wanheda (Commander des Todes) bekannt. Die Geschehnisse in Mount Weather, die sie zu verarbeiten versucht, brachten ihr große Macht und Stärke. Die Grounder glauben, wer Wanheda tötet, erlangt ebendiese Macht. Daher ist Clarke, seit sie Arkadia verlassen hat, auf der Flucht und lebt vom Jagen. Im Besonderen muss sie allerdings vor der Königin der Eisnation fliehen, da diese die Macht der Wanheda nutzen möchte, um einen Krieg gegen Lexa anzufangen.
Schon in der zweiten Folge treffen die Bewohner von Arkadia, als sie auf der Suche nach Clarke waren, auf weitere Arker, die es auf die Erde geschafft haben. Die Gruppe, bestehend aus 63 Menschen der Farmstation, werden von Pike, dem ehemaligen Lehrer der 100, angeführt. Da die Gruppe im Territorium der Eisnation gelandet ist, haben diese den Großteil der Farmstation bereits ausgelöscht. Die Verbliebenen werden zum Teil nach Arkadia gebracht, aber auch zu Mount Weather, weil dort mehr Platz ist. Da dort aber noch große Mengen an Ausrüstung und Waffen gelagert sind und der Bunker außerdem den Groundern wegen der dortigen Ereignisse extrem verhasst ist, sprengt die Eisnation diesen mit Hilfe des letzten Überlebenden der Mountain Men, Carl Emerson. Dabei sterben jedoch auch 45 Sky People, was die Gruppe um Pike radikalisiert.
Währenddessen ist Murphy in einem Bunker gefangen. Da er allmählich verrückt wird, beschließt er sich zu erschießen, bis auf einmal die Tür geöffnet wird. Murphy betritt die Villa, in der Jaha bereits auf ihn wartet. Er bekommt das Computerprogramm A.L.I.E. vorgestellt. Doch er ist nicht besonders angetan, da ebendiese vor 97 Jahren die Atombomben zündete, die die Menschen fast komplett auslöschte. Er beschließt vor Jaha und A.L.I.E. zu fliehen.
Clarke wurde von dem Prinz der Eisnation, Roan, gefangen genommen und zum Commander gebracht. Erst spät bemerkt Clarke, dass es sich hierbei um Lexa handelt. Diese offenbart ihr, dass sie sie braucht, um gegen die Eisnation zu gewinnen. Clarke, sichtlich unbeeindruckt davon, Lexa zu sehen, spuckt ihr nur ins Gesicht. Daraufhin wird sie Gefangene in Polis, der Hauptstadt der Grounder.
Nach langem Hin und Her stimmt Clarke dem Vorschlag zu und Arkadia wird der 13. Klan der Grounder. Die Möglichkeit, nach Hause zurückzukehren, schlägt Clarke aus, damit sie in Polis als Botschafterin fungieren kann.
In Arkadia geht alles drunter und drüber. Nachdem die restlichen Bewohner der Farmstation fast ausgelöscht wurden, ist besonders Pike auf Rache aus. Er stachelt die Menge auf und überzeugt viele davon, dass die Grounder die Feinde sind. Er schafft es sogar, Bellamy auf seine Seite zu ziehen. Bei einer Neuwahl wird Pike zum neuen Kanzler ernannt. Er macht kurzen Prozess und schlachtet mit einer Gruppe von 10 Leuten die 300 Mann starke Armee, die von den Groundern als Schutz gestellt wurde, gnadenlos ab. Nur Indra bleibt verschont, damit sie Lexa eine Nachricht überbringen kann.
Als Lexa davon Wind bekommt, ist sie kurz davor, Arkadia den Krieg zu erklären. Doch Clarke, die nur das Wohl ihrer Leute im Kopf hat, kann sie umstimmen und sie von einem friedlicheren Weg überzeugen. Lexa erfährt große Ablehnung, doch sie bleibt der neuen Linie treu.
Doch Pike ist nicht auf Frieden aus, er möchte einen Krieg gegen die Grounder führen und ist sich sicher, einen solchen auch zu gewinnen. Bellamy ist ganz auf Pikes Seite. Nicht einmal Clarke kann ihn umstimmen. Kane unternimmt derweil viele Versuche, die Arkadia-Bewohner wieder zur Vernunft zu bringen, doch das führt zu nichts.
Zur gleichen Zeit erreicht Jaha wieder Arkadia, immer begleitet von A.L.I.E. Er versucht, so viele Menschen wie möglich davon zu überzeugen, den Chip zu nehmen. Er und A.L.I.E. verfolgen nämlich das Ziel, die Stadt des Lichts, eine Erfindung des Computerprogramms, zu füllen. Er schafft es, Raven in seinen Bann zu ziehen, da diese von ihren körperlichen wie auch mentalen Schmerzen befreit werden möchte.
Lexa hat schwer mit den Gegnern ihrer neuen, friedlichen Linie zu kämpfen. Besonders ihr Lehrer und Mentor Titus sagt ihr oftmals, dass sie einen Fehler mache. Er gibt Clarke dafür die Schuld, weil der Commander angeblich aufgrund ihrer Liebe zu Clarke zu stark beeinflusst sei. Titus macht kurzen Prozess und versucht Clarke zu erschießen. Doch er scheitert und trifft stattdessen Lexa selbst, die gerade vorher mit Clarke geschlafen hat. Nach dem dramatischen Tod des Commanders schneidet Titus den Chip aus ihr heraus, der als Geist des Commanders bezeichnet wird. Der nächste Commander wird allen Anschein nach Ontari von der Eisnation. Das können weder Titus noch Clarke zulassen, da Ontari grausam ist und das Ziel verfolgt, die Sky People auszulöschen. Er übergibt den Chip Clarke, damit diese auf die Suche nach Luna, dem vorletzten Nachtblut, gehen kann und sie zum Commander bestimmt. Kurz darauf bringt sich Titus um und Clarke wird zum Flammenwahrer.
In Arkadia schlucken immer mehr Menschen den Chip, ohne zu ahnen, dass sie damit die Kontrolle ihres Körpers und Geistes an A.L.I.E. übergeben. Raven ist entschlossen, sich den Chip entfernen zu lassen; um sie gefügig zu machen, lässt A.L.I.E. sie alle Schmerzen, die sie erlitten hat, erneut durchleben. Unter der Flut der Schmerzen bricht Raven schließlich zusammen und überlässt A.L.I.E. die vollständige Kontrolle über sich. Um Abby dazu zu bringen, auch den Chip zu nehmen, verletzt A.L.I.E. Raven so schwer, dass Abby schließlich nachgibt, da sie Ravens Leben retten möchte.
Derweil plant Bellamy einen Weg, Kanes und Lincolns Leben zu retten. Seine einstigen Freunde und auch Octavia vertrauen ihm allerdings nicht, weshalb sie ihn fesseln und ihren eigenen Versuch unternehmen. Nur gelingt es ihnen nicht, alle zu befreien. Lincoln muss zurückbleiben, um seine Leute vor dem Tod zu bewahren. Pike schießt ihm vor den Augen von Octavia eine Kugel in den Kopf. Daraufhin wird Pike von Bellamy persönlich an die Grounder übergeben.
Jasper rettet Raven vor A.L.I.E., indem er sie betäubt und in einem Truck mitnimmt. Auf dem Weg treffen sie auf Clarke. Nach vielen Versuchen, Raven von dem Chip zu befreien, fällt Clarke die Lösung ein und sie rettet Raven das Leben. Die restliche Gruppe der anfänglichen 100 begeben sich zurück nach Arkadia. Dort stoßen sie auf Emerson, der dabei ist, alle bis auf Clarke aus Rache zu töten. Wieder einmal wird das von Clarke verhindert. Sie finden in Arkadia einen Weg, A.L.I.E. zu stoppen.
Währenddessen hat Jaha Polis erreicht und fast alle Grounder dazu gebracht, auch Ontari, den Chip zu nehmen.
Clarke, Bellamy, Jasper und Octavia machen sich auf den Weg zu Luna, da diese als nicht gechiptes Nachtblut die einzige Möglichkeit ist, A.L.I.E aufzuhalten. Doch diese lehnt es ab, den Geist des Commanders aufzunehmen, und die Gruppe steht wieder am Anfang.
Mithilfe von Roan erreicht Clarke Polis, um Ontari erst von dem Chip zu befreien und ihr dann die Flamme des Commanders einzusetzen. Dazu soll sie von Roan als vermeintliche Gefangene von Ontari gebracht werden, welche dann von den versteckten Bellamy, Murphy, Octavia, Miller, Indra und Pike mit Gas betäubt werden soll. Doch der Plan geht schief. Roan wird von Kane angeschossen, der Schutztrupp wird entdeckt und Clarke wird wirklich gefangen genommen.
In Arkadia versuchen Monty und Raven A.L.I.E. zu hacken, als sie bemerken, dass Jasper auch gechipt wurde und A.L.I.E. nun den ganzen Plan weiß. Jasper versucht sie aufzuhalten, außerdem ist er drauf und dran, Harper zu töten.
Jaha, Abby und A.L.I.E. versuchen Clarke durch Folter dazu zu bringen, ihr den Code für die Flamme zu sagen. Doch sie bleibt stark. Ihre Freunde schaffen es, sie zu retten. Doch bevor sie Ontari von dem Chip befreien kann, schlägt Jaha mit einem schweren Werkzeug auf Ontaris Kopf ein. Ontari ist hirntot und kann nun den alles entscheidenden Code nicht mehr wiedergeben. Somit scheint alles verloren zu sein.
Clarke wird es durch eine Bluttransfusion von Ontaris Leiche möglich, sich die Flamme des Commanders selbst einzusetzen. Danach nimmt sie den Chip und gelangt in die Stadt des Lichts. Sie trifft auf den Geist Lexas, der ihr dabei hilft, A.L.I.E. zu finden und auszuschalten. A.L.I.E. versucht, sich zu retten, indem sie klarmacht, dass hinter ihrem Plan eine weitere, drohende Verstrahlung der Welt durch marode Atomkraftwerke steckt und sie die Menschheit wenigstens retten will, indem sie ihr Bewusstsein in die Stadt des Lichtes transferiert. Sie offeriert Clarke, mit ihr zusammen zu regieren und eine Lösung zu suchen. Doch Clarke erwidert, man würde immer eine Lösung finden, und schaltet A.L.I.E. ab. Dadurch werden alle Menschen sofort vom Einfluss des Chips befreit. Jaha und Kane und andere brechen, entsetzt über ihre Taten — z. B. wurden Menschen, die sich weigerten den Chip zu nehmen, gekreuzigt und anderweitig abgeschlachtet — völlig zusammen.

### Staffel 4
Zu Beginn der Staffel wird klar, dass es sich bei den Kraftwerken nicht um normale Atomreaktoren, sondern um Fusionskraftwerke handelt, von denen es zwar nur eine einstellige Anzahl weltweit gibt, deren Sprengkraft und Strahlungswerte jedoch alles bisher Gekannte in den Schatten stellt.
Diese wurden erst kurz vor den Bomben installiert und sollten eigentlich 100 Jahre ohne Wartung laufen. Sie wurden aber bereits durch den Krieg beschädigt und nun beginnen die Reaktoren einer nach dem anderen aufzubrechen und eine extrem tödliche Strahlungswelle über den Globus zu schicken. Die Menschen auf der Erde sind dem Tod geweiht, wenn sie keine Lösung finden. Ein von einer Weltuntergangs-Sekte namens „Zweite Dämmerung“ eingerichteter Atombunker erweist sich als undicht und damit als Fehlschlag, jedoch zeigt sich, dass „Nachtblute“ in der Lage sind, die Strahlenkrankheit zu überleben. Clarkes Mutter Abby konzentriert sich folglich darauf, einen Weg zu finden, alle Menschen zu Nachtbluten zu machen.
Zeitgleich wird Polis gewaltsam von Azgeda, dem auch „Ice Nation“ genannten Clan, eingenommen, als sich herausstellt, dass Roan, nun legitimer König dieses Clans, noch am Leben ist. Nachdem sie zuerst gewaltsam festgehalten werden, lässt Roan die „Skaikru“, nachdem Abby und Clarke ihm eine Kugel entfernen konnten, jedoch nach Arkadia zurückkehren.
Dadurch und durch die gnadenlose Machtausübung durch Roans Untergebene beginnen die anderen Clans, sich gegen die „Ice Nation“ zu vereinen, und die „Flamme“, deren Besitz König Roans Macht sichern soll, wird gestohlen. Dahinter stecken die „Flamekeepa“, die quasi-religiösen Flammenhüter. Durch einen Trick wird die Flamme zwar gerettet, aber Roan gegenüber so dargestellt, als wäre sie zerstört, indem man ihm einen zertrümmerten „A.L.I.E“-Chip zeigt, welcher dieselbe Farbe hat. Ebenfalls zeitgleich beginnt eine aus allen Clans zusammengewürfelte Gruppe von Groundern alle elektrischen und elektronischen Überreste zu zerstören, da sie diese für die Besetzung durch A.L.I.E verantwortlich machen.
Alternativ, da sich der Bunker als nutzlos erwies, beginnt man, die in Arkadia liegenden Reste der Ark wieder zu versiegeln, was jedoch ebenfalls wieder nur 100 Menschen eine sichere Zuflucht geben würde. Clarke wird aufgefordert, eine Liste zu erstellen, und es kommt zu Streits, da niemand die Verantwortung tragen möchte, zu entscheiden, wer auf diese Liste kommt. Kurz darauf bricht König Roan das Bündnis mit „Skaikru“ und der „Trikru“ und lässt alle Anwesenden Mitglieder beider Clans ermorden. Indra und Octavia gelingt es jedoch zu fliehen und ihre Clans zu alarmieren, wobei Octavia jedoch schwer verletzt wird und Arkadia noch nicht erreicht. Zeitgleich wird die Existenz der Liste bekannt und unter den „Arkern“ kommt es zu Streitigkeiten, die Jaha mit dem Versprechen einer Lotterie, die aber voraussetzt, dass alle Teilnehmer an der Abdichtung der Ark mithelfen, schlichten kann. Ebenso zeitgleich findet Abby das Labor von Becca und beginnt mit der Erforschung der Strahlenimmunität der Nachtblute am Beispiel von Luna.
Da dies aber aufgrund mangelnder Kooperation Lunas und der mutwilligen Beschädigung der Strahlenkammer durch Abby, weil Clarke sich ohne Absprache das Testblut spritzt, nicht mehr getestet werden kann, soll das Labor geräumt werden. Da Jaha seine Suche nach einem Atombunker nicht aufgab und letztlich dort einen fand, wo man ihn am wenigsten gesucht hätte, nämlich mitten in Polis unter Beccas dortigem Labor, gerät eine Rettung nun doch wieder in Aussicht. Da ein neuer Commander den Krieg zwischen Roan und den anderen Clans beenden könnte, will sich Clarke die Flamme einsetzen, da sie seit der Injektion tatsächlich schwarzes Blut hat, was jedoch von Roan verhindert wird. Er verlangt nach einer Einigung, ohne den Glauben der Grounder durch eine geschaffene statt geborene Kommandeurin zu entweihen. Der wahre Grund ist jedoch das Wissen der verfeindeten Trikru und Azgedas um den Bunker.
Aufgrund König Roans mehrfacher Treuebrüche und Seitenwechsel kann jedoch keine Einigkeit erzielt werden, dass alle Clans den Bunker nutzen, also wird ein Konklave auf Leben und Tod zwischen den Anführern oder gewählter Repräsentanten aller Clans ausgerufen. Luna nimmt dabei lediglich teil, weil sie der Meinung ist, dass die Menschheit keine Rettung verdient hätte. Im Falle ihres Sieges würde sie niemandem Rettung gewähren, da ihr gesamter Clan bereits ausgerottet ist.
Octavia kann das Konklave schließlich für sich gewinnen, indem sie Luna als letzten verbleibenden Gegner hinterrücks ersticht. Als Siegerin verkündet sie, dass sich alle Clans den Bunker teilen würden und jedem Clan 100 Plätze gewährt werden. Während des Konklaves haben jedoch Clarke und Jaha den Atomschutzbunker besetzt und von innen verriegelt, sodass von außen lediglich mit Gewalt ein Eindringen möglich wäre, was jedoch bedeuten würde, dass der Bunker keinen Schutz mehr böte. Trotz Octavias Sieg weigern sich Jaha und Clarke die Türe zu öffnen, weil sie fürchten, dass dieser sonst überrannt wird.
Octavia und Kane erkennen den Verrat und Octavia versucht Bellamy, der während der Konklave betäubt und in den Bunker gebracht worden war, dazu zu überreden, die Türe wieder zu öffnen. Dieser wird daraufhin von Jaha eingesperrt, um ein Öffnen des Bunkers zu verhindern. Bellamy verletzt sich absichtlich mithilfe seiner Fesseln, damit sich Abby um seine Wunden kümmert und er sie so zum Öffnen des Atombunkers überreden kann. Abby verabreicht Jaha eine Betäubungsspritze, um das Terminal zu bedienen, und Bellamy macht sich auf den Weg zur Bunkertüre, wird jedoch von Clarke aufgehalten und mit einer Waffe bedroht. Clarke schafft es jedoch nicht ihn zu erschießen und Bellamy öffnet den Bunker, wodurch die Grounder – angeführt von Octavia – hinein gelangen können.
Da sich die Skaikru nun entscheiden muss, wer im Bunker überleben darf und wer nicht, versucht Kane es zunächst mit einer Auslosung um die freien Plätze. Jaha möchte jedoch den Bunker nicht aufgeben und durch einen Plan an die Essensvorräte gelangen, um ein Druckmittel gegen die anderen Clans in der Hand zu haben. Als ein Aufstand unter den Mitgliedern der Skaikru auszubrechen droht, nutzen Jaha und Kane Betäubungsgas, um alle Skaikrumitglieder zu betäuben. Anschließend wählen sie mithilfe von Clarkes Liste die 100 Menschen aus, die im Bunker überleben dürfen, die anderen werden aus dem Bunker gebracht.
Jasper und einige andere Teenager, darunter Monty und Harper, sind unterdessen in Arkadia zurückgeblieben, da sie keine fünf Jahre lang in einem Bunker verbringen wollen. Durch eine Überdosis Drogen sterben dabei alle außer Monty und Harper, wenige Stunden vor der Todeswelle.
Raven gelingt es, ihr Gehirn mithilfe einer Einbildung von Sinclair zu heilen, indem sie sich selbst für fünfzehn Minuten unterkühlt, um einen Herzstillstand zu verursachen und sich anschließend automatisch wiederbeleben zu lassen.
Clarke, Bellamy, Murphy und Emori machen sich derweil auf den Weg, um Raven aus Beccas Labor abzuholen. Unterwegs geraten sie jedoch in einen Hinterhalt, bei welchem ihr Rover schwer beschädigt wird. Echo, die den vier gefolgt ist, tötet dabei die Angreifer, da sie hofft, so einen Platz im Bunker auf der Insel zu erhalten, in welchem Murphy und Emori Zuflucht suchen wollten, da sie nicht an die Verlosung eines Platzes im „Second Dawn“-Bunker glaubten. Bellamy schafft es, Monty per Funk um Hilfe zu bitten, der gerade mit Harper kurz vor Polis auf dem Weg zum Bunker war.
Die sechs kommen im Labor an und Raven erkennt sofort, dass keine Zeit mehr bleibt, zurück nach Polis und in den Atombunker zu gelangen. Die einzige Chance ist es, zurück zur Ark in den Weltraum zu fliegen. Die sechs bereiten dafür das Raumschiff in dem Labor vor.
Kurz vor dem Start erkennt Raven, dass zum Überleben auf der Ark der Strom aktiviert werden muss. Durch das defekte Kommunikationsmodul in der Raumkapsel ist dies jedoch nicht möglich. In der Nähe des Labors befindet sich jedoch ein Signalturm, von welchem aus das Signal zum Aktivieren des Stroms gesendet werden kann. Clarke macht sich auf den Weg dorthin, muss jedoch feststellen, dass die Ausrichtung der Antenne manuell erfolgen muss und sie dadurch keine Chance mehr hat, das Raumschiff vor dem Start zu erreichen. Während Bellamy, Raven, Monty, Harper, Murphy, Emori und Echo die Erde Richtung Ark verlassen, schafft es Clarke das Signal von der Spitze des Turms zu senden, kurz bevor die Todeswelle sie erreicht. Clarke rennt anschließend schwer verstrahlt zurück ins Labor, wo sie beginnt Blut zu spucken.
Auf der Ark können die sieben die Lüftungsanlage in letzter Sekunde in Betrieb nehmen, bevor ihnen der Sauerstoff ausgeht. Sie betrachten die brennende Erde und danken Clarke für ihre Rettung.

### Staffel 5
Sechs Jahre und sieben Tage später versucht Clarke die Ark erneut per Funk zu erreichen. Sie versuchte dies bereits mehrere Jahre und fragt sich, ob es überhaupt noch Sinn hätte, weitere Kontaktversuche zu unternehmen. Der Bunker in Polis ist durch Gebäudetrümmer verschüttet und sie lebt in einem verschont gebliebenen grünen Tal zusammen mit dem Nachtblut-Mädchen Madi. Dann sehen sie, dass ein fremdes Raumschiff landet, welches voller bewaffneter Personen ist. Diese besetzen das Tal. Clarke und Madi wehren sich. Kurz vorher haben die Bewohner der Ark das fremde Schiff im Weltraum entdeckt und beobachten, wie ein Landungsschiff von dort startete. Dabei fehlt den Bewohnern der Ark der Treibstoff, um zur Erde zu gelangen.
In den sechs Jahren musste sich Octavia als Anführerin im Bunker beweisen und hatte unter anderem mit einer Revolte zu kämpfen. Mittlerweile ist sie als „Blodreina“ akzeptiert und hat einen Staat nach Vorbild des alten Roms geschaffen, in dem jedes Verbrechen mit einem Kampf um Leben und Tod bestraft wird. Da die Algenfarm langsam degeneriert und die Lebensmittel knapp werden, greift sie zu extremen Maßnahmen, um den Zusammenbruch hinaus zu zögern. Währenddessen hofft sie darauf, dass sich irgendwie ein Weg findet, den Bunker zu verlassen.
Nachdem Clarke einige der Besetzer des Tals getötet hat, wird sie gefasst und kooperiert erst, nachdem Madi bedroht wird; diese befindet sich allerdings noch in Freiheit im Wald. Währenddessen dockt die Besatzung der Ark an das fremde Schiff an und stellt fest, dass es sich um das Gefängnis und Weltraum-Minenschiff „Elegius IV“ aus der Zeit vor dem Atomkrieg handelt. Die Gefangenen haben unter dem Kommando von Ex-Colonel Charmaine Diyoza an Bord die Kontrolle übernommen und sich im Cryoschlaf auf den Rückweg zur Erde gemacht. Allerdings ist nun nur ein kleiner Teil der insgesamt 300 Häftlinge gelandet. Zwei Mitglieder der Ark-Besatzung bleiben auf dem Schiff, um ein Druckmittel gegen die Häftlinge haben zu können, nämlich deren Freunde zu töten. Die restliche Besatzung der Ark fliegt zur Erde und wird von Madi gerettet. Sie befreien mit ihrer Drohung Clarke und erreichen eine Übereinkunft mit den Gefangenen – diese bahnen einen Weg in den Bunker und im Gegenzug wird das Tal aufgeteilt. Währenddessen wecken die 2 Besatzungsmitglieder der Ark, die auf dem Gefängnisschiff sind, aufgrund eines technischen Defekts alle Gefangenen auf, um deren Leben zu retten, und damit verlieren die Besatzungsmitglieder der Ark auf der Erde ihr Druckmittel.
Die Gefangenen auf der Erde besetzen nun das Tal endgültig und verwehren den Überlebenden der Ark und des Bunkers den Zutritt, sie zwingen indes Abby und Kane, mit ihnen zu kommen. Es kommt zum Krieg, auch weil Octavia jeden anderen Weg sabotiert, doch der Angriff der Grounder endet im Desaster. Octavia bricht als Anführerin zusammen und unterwirft sich schließlich Madi, die mittlerweile – gegen Clarkes Willen – die Flamme trägt. Diyoza offenbart Abby, dass sie schwanger ist, und alles tun wird, um ihr Kind zu schützen. Ein erneuter Angriff gelingt, doch Diyozas Konkurrent McGreary startet eine improvisierte Helium-III-Bombe, die das Tal ansteuert. Erneut mit der totalen Vernichtung bedroht, fliehen alle Überlebenden im Landungsschiff zurück in den Orbit. Als klar wird, dass es mindestens zehn Jahre dauern wird, bis auf der Erde wieder Leben möglich ist, begeben sich alle in Cryoschlaf. Monty und Harper bleiben zunächst wach, um die Lage zu bewerten.

### Staffel 6
Als Clarke, Bellamy und die anderen aus dem Cryoschlaf erwachen, werden sie von Montys und Harpers Sohn Jordan begrüßt. Sie erfahren, dass mittlerweile 125 Jahre vergangen sind. In einer Videobotschaft informiert Monty sie, dass die Erde sich nicht mehr erholt hat und er deshalb das Schiff auf die Koordinaten einer anderen Weltraumexpedition, Eligius-III, programmiert hat. Ebenso erfahren sie, dass Monty und Harper nicht in den Kälteschlaf gingen und mittlerweile tot sind. Beim Blick aus dem Fenster erkennen sie, dass sie sich im Orbit um einen fremden Mond namens Sanctum befinden. Auf dem Mond gelandet, entdecken sie nach kurzer Zeit, dass auf diesem noch Nachkommen der Elegius-Mission überlebt haben. Deren Gesellschaft wird durch mehrere als Götter verehrte Familien regiert, genannt Primes.
Sehr schnell stellt sich heraus, dass diese „Primes“ eigentlich die Bewusstseine der ursprünglichen Eligium-Angehörigen sind, die auf „Minddrives“ gespeichert sind. Sie übernehmen in regelmäßigen Abständen neue Körper, verheimlichen ihren Anhängern aber, dass sie dabei die Persönlichkeit des Wirtes auslöschen. Ihre gesamte Gesellschaft haben sie darauf ausgerichtet, selbst zu überleben, allerdings stirbt das Nachtblut-Gen allmählich in ihrem Volk aus. In den Nachtbluten der Neuankömmlinge sieht Russel Prime, ihr Anführer, nun eine Möglichkeit, dieses „Problem“ zu lösen, allerdings natürlich auf Kosten der Neuankömmlinge. Er kidnappt Clarke, löscht ihre Persönlichkeit und setzt ihr den Minddrive seiner Tochter Josephine ein. Da Clarke allerdings schon zuvor die „Flamme“ des Commanders getragen hat, flüchtet ihr Bewusstsein in die neuralen Verschaltungen, die dieser Chip hinterlassen hat. In der Folge kommt es zu einem erbitterten mentalen Ringen zwischen Clarkes und Josephines Bewusstsein. Dieses Ringen kann Clarke schließlich für sich entscheiden und setzt fortan alles daran, ihre Leute und ganz besonders Madi zu retten. Die hat mittlerweile massive Probleme als Commander – in Visionen erscheint ihr Sheidheda, der „Dunkle Commander“, ein Tyrann und Massenmörder, der einst die Flamme trug. Er versucht, Madis Bewusstsein zu übernehmen und schließlich bleibt kein anderer Weg, als die Flamme zu entfernen.
Schon früh nach der Ankunft entdecken Clarke und ihre Verbündeten, dass es auf Sanctum eine Widerstandsgruppe gibt, die „Kinder Gabriels“. Mit deren Hilfe gelingt es schließlich, Sanctum zu erobern, aber Russel flieht mit den verbliebenen Primes auf das Raumschiff. Zuvor hat Abby – als Preis für ihrer aller Sicherheit, Russel verraten, wie man Nachtblute herstellt. Er wiederum bricht sein Versprechen, um seine Frau, die in diesem Konflikt getötet wurde, zurückzubekommen und um an Clarke Vergeltung zu üben: Russel löscht Abbys Persönlichkeit und implantiert ihr den Minddrive seiner Frau. Als Clarke das Schiff erreicht und die Wahrheit erfährt, lockt sie die Primes in eine Falle und schleudert alle ins Weltall. Nur Russel bleibt am Leben und muss den Tod aller verbliebenen Primes mitansehen.
Auf dem Planeten haben Octavia und Diyoza, die aufgrund ihrer Taten nie Aufnahme in Sanctum fanden, unterdessen erkannt, dass auch Gabriel ein Prime ist, der sich von seinen Leuten losgesagt hatte. Er erforscht eine rätselhafte Anomalie und kümmert sich um alle aus Sanctum Verstoßenen, lehnt allerdings auch den gewaltsamen Widerstand ab. Als sich die Anomalie unerwartet manifestiert, werden Diyoza und Octavia hineingezogen. Octavia kehrt nach kurzer Zeit zurück, ihr folgt eine junge Frau: Hope Diyoza, die eben noch ungeborene Tochter des Ex-Colonels.

### Staffel 7
Clarke und ihre Leute versuchen, den Frieden auf Sanctum zu bewahren. Allerdings gibt es immer wieder Spannungen zwischen den verbliebenen Anhängern der Primes, den Kindern Gabriels, den Überlebenden von der Erde und den Ex-Gefangenen. Russel Prime verbleibt als Gefangener auf Sanctum. Die Anomalie entpuppt sich als Wurmlochbrücke, die auf einen anderen Planeten führt, auf dem die Zeit viel schneller vergeht. Schließlich wird klar, dass die Anhänger der „Zweiten Morgenröte“, jener irdischen Weltuntergangssekte, die den Bunker in Polis errichtete, über die Brücke auf einen fremden Planeten namens Bardo auswanderte. Dort bereitet sie sich unter Führung ihres „Hirten“ Bill Cadogan auf einen letzten Krieg vor, der angeblich beginnen soll, sobald ein bestimmter Code in das rätselhafte Gerät eingegeben wird, das die Brücke kontrolliert.
Durch verschiedene Rückblenden Bill Cadogans und seiner Zeit im Bunker, wird gezeigt, wie sich die Kultur der Grounder entwickelt hat.

## Produktion

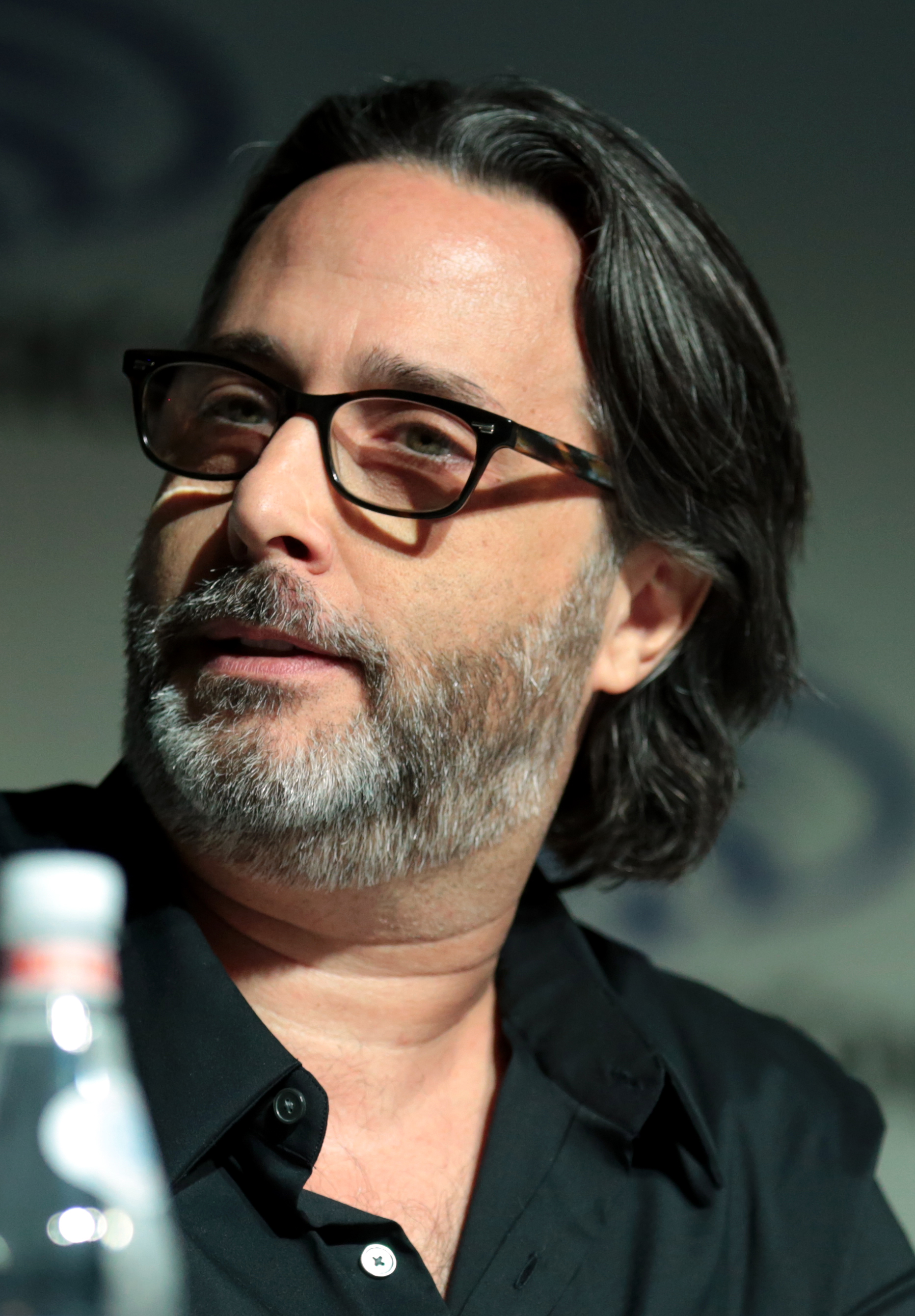
Jason Rothenberg auf der Wonder Con 2018

Am 25. Januar 2013 bestellte der Fernsehsender The CW den Piloten The Hundred, der auf einer Buchreihe von Kass Morgan basiert. Die Serie wird von Jason Rothenberg entwickelt und produziert von Alloy Entertainment, CBS Television Studios und Warner Bros. Television. Die ersten Rollen der Serie gingen an Eli Goree, Bob Morley und Henry Ian Cusick. Die zentralen Rollen Clarke Griffin und Finn Collins wurden im März 2013 mit Eliza Taylor und Thomas McDonell besetzt.
Am 9. Mai 2013 bestellte der Sender eine erste Staffel mit 13 Episoden für die Midseason 2013/2014. Im Mai 2014 gab The CW die Produktion einer zweiten Staffel mit 16 Episoden bekannt. Für die zweite Staffel wurden Lindsey Morgan und Ricky Whittle zu Hauptdarstellern befördert. Anfang 2015 bestellte The CW eine dritte Staffel, die für die Midseason 2015/16 geplant war und am 21. Januar 2016 startete. Die Ausstrahlung der vierten Staffel lief in den Vereinigten Staaten vom 1. Februar bis 24. Mai 2017. Im März 2017 wurde eine fünfte Staffel angekündigt. Am 14. August 2017 starteten die Dreharbeiten der fünften Staffel. Diese wurde ab dem 24. April 2018 in den Vereinigten Staaten ausgestrahlt. Im Mai 2018 wurde die Serie um eine sechste Staffel verlängert, die vom 30. April bis zum 6. August 2019 ausgestrahlt wurde. Bereits vor Ausstrahlung dieser wurde die Serie am 24. April 2019 um eine siebte und letzte Staffel verlängert.

## Besetzung und Synchronisation
Die deutsche Synchronisation entsteht nach Dialogbüchern von Hubertus von Lerchenfeld, Christine Roche und Carina Krause unter der Dialogregie von Hubertus von Lerchenfeld und Julia Haacke durch die Synchronfirma Bavaria Synchron in München.

### Hauptbesetzung
| Rollenname                 | Verhältnis/Familie                 | Spitznamen/Titel | Schauspieler       | Foto      | Hauptrolle      | Nebenrolle                  | Synchronsprecher       |
| -------------------------- | ---------------------------------- | --- | ------------------ | --------- | --------------- | --------------------------- | ---------------------- |
| Clarke Griffin             | Tochter von Abigail und Jake       | Prinzessin Gefangene 319 Klark kom Skaikru (Clarke vom Himmelsvolk) Wanheda (Kommandant des Todes) Skaikru- Botschafter Jaha Lite (von Jasper Jordan) Natblida Bellamys Freundin (von Charmaine Diyoza) Ferrari (von Josephine Lightbourne) Der Schlüssel Die Königin (von Sheidheda) Baby (von Abby)                                                             | Eliza Taylor       |           | 1.01–7.16       |                             | Katharina Schwarzmaier |
| Josephine Lightbourne VIII |                                    | | Eliza Taylor       | 6.04–6.10 |                 |                             | Katharina Schwarzmaier |
| Octavia Blake              | Schwester von Bellamy              | O (von Bellamy Blake) Mädchen unter dem Boden Grounder Pounder Sky Girl Okteivia kom Skaikru (Octavia vom Himmelsvolk) Pocahontas Okteivia kom Trikru (Octavia vom Waldclan) Skairipa (Tod von oben) Osleya (Champion) Königin der Grounder (von Murphy) Blodreina (Rote Königin) Königin der Kannibalen (von Bellamy Blake) Tante O (von Hope Diyoza) Miss Blake | Marie Avgeropoulos |           | 1.01–7.16       |                             | Shandra Schadt         |
| Bellamy Blake              | Bruder von Octavia Freund von Echo | Bell (Octavia) König (Murphy) Großer Bruder (Octavia) | Bob Morley         |           | 1.01–7.13       |                             | Johannes Raspe         |
| Abigail Griffin            | Mutter von Clarke Ehefrau von Jake | Abby Dr. Griffin Kanzlerin Griffin | Paige Turco        |           | 1.01–6.12       | 7.16                        | Claudia Lössl          |
| Simone Lightbourne VII     |                                    | | Paige Turco        | 6.12–6.13 |                 |                             | Claudia Lössl          |
| Cece Cartwig               | Beste Freundin von Abigail         | | Kelly Hu           |           | 1.01            |                             | Melanie Manstein       |
| Wells Jaha                 | Sohn von Thelonious                | | Eli Goree          |           | 1.01–1.03, 1.12 | 2.02                        | Julian Manuel          |
| Thelonious Jaha            | Vater von Wells                    | Kanzler Jaha Jaha Onkel Theo | Isaiah Washington  |           | 1.01–5.02       |                             | Johannes Berenz        |
| Finn Collins               |                                    | Spacewalker | Thomas McDonell    |           | 1.01–2.09       |                             | Patrick Roche          |
| Jasper Jordan              |                                    | Jas | Devon Bostick      |           | 1.01–4.11       |                             | Daniel Schlauch        |
| Monty Green                | Vater von Jordan                   | | Christopher Larkin |           | 1.01–5.13       | 6.07                        | Karim El Kammouchi     |
| Marcus Kane                |                                    | | Henry Ian Cusick   |           | 1.01–6.09       |                             | Markus Pfeiffer        |
| Raven Reyes                |                                    | | Lindsey Morgan     |           | 2.01–7.16       | 1.02–1.13                   | Caroline Combrinck     |
| Lincoln                    |                                    | Bruder (Nayko) | Ricky Whittle      |           | 2.01–3.09       | 1.05–1.10, 1.12–1.13, 3.12  | Jakob Riedl            |
| John Murphy                |                                    | Kakerlake (Raven) Daniel Prime Heiligkeit Thor (Raven) | Richard Harmon     |           | 3.01–7.16       | 1.01–2.16                   | Max Felder             |
| Roan                       |                                    | | Zach McGowan       |           | 4.01–4.10       | 3.01–3.15, 7.01             | Nicolas König          |
| Echo                       | Freundin von Bellamy               | Ash (wahrer Name) Spionin Echo Kom Azgedakru | Tasya Teles        |           | 5.01–7.16       | 2.11, 2.15, 3.03, 4.01–4.13 | Regina Beckhaus        |
| Jordan Jasper Green        | Sohn von Monty und Harper          | | Shannon Kook       |           | 6.01–7.16       | 5.13                        | Martin Bonvicini       |
| Gabriel Santiago           |                                    | Doktor Dr. Santiago Der alte Mann Dämon Gabriel (Sanctum Bewohner) Prime Nummer 13 (Diyoza) Großvater (Diyoza) | Ian Pala           |           |                 | 6.02, 6.05                  |                        |
| Gabriel Santiago           |                                    | | Chuku Modu         |           | 7.01–7.14       | 6.03–6.06, 6.08–6.13        |                        |
| Hope Diyoza                | Tochter von Charmaine              | | Shelby Flannery    |           | 7.01–7.16       | 6.13                        |                        |
| Sheidheda                  |                                    | | Dakota Daulby      |           |                 | 6.06, 6.08, 6.10–6.11, 6.13 |                        |
| Sheidheda                  |                                    | | JR Bourne          |           | 7.01–7.16       |                             |                        |
| Russel Lightbourne VII     |                                    | | JR Bourne          |           |                 | 6.03–6.08, 6.10–7.01        |                        |

Hinweise:
1. ↑  Kelly Hu wurde nur in der ersten Folge der ersten Staffel als Hauptdarstellerin erwähnt und danach aus finanziellen Gründen aus der Serie geschrieben. Auf Twitter wurde bestätigt, dass Cece Off-Screen getötet wurde.

### Nebenbesetzung
| Rollenname                  | Verhältnis/Familie                                     | Spitznamen/Titel                                              | Schauspieler        | Nebenrolle (Staffel) | Nebenrolle (Episode) | Synchronsprecher         |
| --------------------------- | ------------------------------------------------------ | ------------------------------------------------------------- | ------------------- | -------------------- | --- | ------------------------ |
| Eric Jackson                | Freund von Nathan                                      | Doktor Jackson                                                | Sachin Sahel        | 1–7                  | 1.01–1.02, 1.04–1.05, 1.07, 1.12–2.03, 2.05, 2.11, 2.13, 2.15–3.02, 3.05–3.06, 3.10, 3.13, 3.16, 4.02–4.04, 4.06–4.08, 4.12–5.02, 5.04–5.05, 5.09, 5.11–6.03, 6.05, 6.08, 6.10–7.01, 7.03–7.07, 7.09–7.10, 7.13–7.16 | Nils Dienemann           |
| Jacapo Sinclair             |                                                        |                                                               | Alessandro Juliani  | 1–4                  | 1.01, 1.05, 1.07, 1.09, 1.11–2.01, 2.04–2.05, 2.10, 2.13, 3.03, 3.08–3.12, 4.11 | Niko Macoulis            |
| Fox                         |                                                        |                                                               | Genevieve Buechner  | 1–3                  | 1.01, 1.05, 1.09–1.10, 1.12–1.13, 2.11–2.13, 2.15–2.16, 3.13 | Lara Wurmer              |
| Major Costa                 |                                                        |                                                               | Jojo Ahenkorah      | 1–4                  | 1.01, 1.07–1.08, 2.01–2.03, 2.05, 2.08, 2.10, 2.14–2.16, 3.03, 3.08, 3.13, 3.16–4.01, 4.05, 4.09, 4.11–4.13 | Andreas Neumann          |
| Bree                        |                                                        |                                                               | Alyson Bath         | 1, 4                 | 1.05, 4.08–4.09, 4.11 | Janina Dietz             |
| Zoe Monroe                  |                                                        |                                                               | Katie Stuart        | 1–3                  | 1.06–1.08, 1.13–2.05, 2.15–3.01, 3.04, 3.06, 3.13 | Leslie-Vanessa Lill      |
| Nathan Miller               | Freund von Eric                                        |                                                               | Jarod Joseph        | 1–7                  | 1.07–1.09, 1.12–1.13, 2.02, 2.06–2.07, 2.09, 2.11–2.13, 2.15–3.01, 3.04–3.06, 3.08–3.13, 3.15–3.16, 4.02–4.04, 4.08–5.02, 5.04–5.06, 5.08–6.03, 6.07–6.08, 6.10–7.01, 7.03–7.04, 7.06–7.08, 7.10, 7.12, 7.14–7.16    | Paul Sedlmeir            |
| Anya                        |                                                        | Grounder Princess (von Raven)                                 | Dichen Lachman      | 1–2                  | 1.09, 1.11–1.13, 2.02–2.04 | Solveig Duda             |
| Sterling                    |                                                        |                                                               | Keenan Tracey       | 1–2                  | 1.09, 1.12–2.04 | Fabian Rohm              |
| Harper McIntyre             | Freundin von Monty Mutter von Jordan                   |                                                               | Chelsey Reist       | 1–5                  | 1.10, 1.12–1.13, 2.06–2.07, 2.09, 2.11–2.13, 2.16–3.01, 3.04, 3.08–4.02, 4.04–4.05, 4.07–4.09, 4.11–5.01, 5.03, 5.05–5.08, 5.10–5.13                                                                                 | Stephanie Marin          |
| Kyle Wick                   |                                                        |                                                               | Steve Talley        | 1–2                  | 1.11, 2.04, 2.14–2.16 | Manou Lubowski           |
| Tristan                     |                                                        |                                                               | Joseph Gatt         | 1–2                  | 1.12–2.01 | Siegfried Terpoorten     |
| Shumway                     |                                                        | Kommandant der Ark Guard (ehemaliger) Leutnant (ehemaliger)   | Terry Chen          | 1                    | 1.1–1.08 | -                        |
| Maya Vie                    | Freundin von Jaspar                                    |                                                               | Eve Harlow          | 2, 6                 | 2.01–2.03, 2.05–2.06, 2.09, 2.11–2.13, 2.15–2.16, 6.07 | Ilena Gwisdalla          |
| Dante Wallace               |                                                        |                                                               | Raymond J. Barry    | 2                    | 2.01–2.02, 2.05–2.07, 2.11–2.12, 2.15–2.16 | Erich Ludwig             |
| Dr. Tsing                   |                                                        |                                                               | Rekha Sharma        | 2                    | 2.01–2.03, 2.05–2.07, 2.10–2.12 | Tatjana Pokorny          |
| Major Byrne                 |                                                        |                                                               | Kendall Cross       | 2                    | 2.01–2.08, 2.10 | Dana Geissler            |
| Nyko                        |                                                        |                                                               | Ty Olsson           | 2–4                  | 2.02–2.03, 2.05, 2.07, 2.09, 2.13, 3.02, 3.04, 4.03–4.04 | Stefan Günther           |
| Sergeant David Miller       |                                                        |                                                               | Chris Shields       | 2–4                  | 2.02, 2.07, 2.15–3.01, 3.10, 4.03–4.06, 4.12 | Crock Krumbiegel         |
| Indra                       | Mutter von Gaia                                        | Anführerin von Tondc Wormana (Kriegoberhaupt) Seda (Lehrerin) | Adina Porter        | 2–7                  | 2.02–2.03, 2.07–3.03, 3.05, 3.07, 3.09, 3.13–3.15, 4.01, 4.03, 4.08–5.02, 5.04–5.05, 5.07–5.13, 6.09, 6.12–7.01, 7.03, 7.05–7.06, 7.09–7.10, 7.12–7.16                                                               | Kathrin Gaube            |
| Cage Wallace                |                                                        |                                                               | Johnny Whitworth    | 2                    | 2.05–2.07, 2.09, 2.11–2.16 | Martin Halm              |
| Lexa                        |                                                        | Commander Heda                                                | Alycia Debnam-Carey | 2–3, 7               | 2.06–2.10, 2.12–2.15, 3.02–3.07, 3.16, 7.16 | Marcia von Rebay         |
| Gustus                      |                                                        |                                                               | Aleks Paunovic      | 2                    | 2.06–2.09 | Thomas Albus             |
| Carl Emerson                |                                                        |                                                               | Toby Levins         | 2–3                  | 2.09, 2.11–2.16, 3.03, 3.06, 3.12 | Thomas Wenke             |
| Emori                       | Freund von John                                        |                                                               | Luisa D’Oliveira    | 2–7                  | 2.12, 3.01–3.02, 3.05, 3.12, 3.14, 3.16–4.01, 4.03–4.04, 4.07–4.09, 4.12–5.01, 5.03, 5.05–5.06, 5.08–5.09, 5.11–6.03, 6.06, 6.08, 6.10, 6.12–7.01, 7.03, 7.05–7.07, 7.09–7.10, 7.12–7.16                             | Jacqueline Belle         |
| A.L.I.E.                    |                                                        |                                                               | Erica Cerra         | 2–4, 6               | 2.16–3.02, 3.05–3.06, 3.08, 3.10–3.16, 4.02, 6.07 | Susanne Geier            |
| Becca Franco                |                                                        |                                                               | Erica Cerra         | 3–5, 7               | 3.01, 3.07, 3.16, 4.09, 4.11, 5.10, 7.02, 7.08 | Susanne Geier            |
| Niylah                      |                                                        |                                                               | Jessica Harmon      | 3–7                  | 3.01–3.02, 3.11, 4.05–4.06, 4.08–4.09, 4.11–5.02, 5.06, 5.09, 5.11–6.02, 6.08–6.09, 6.12–7.01, 7.04, 7.06–7.08, 7.10, 7.12, 7.14, 7.16                                                                               | Angela Wiederhut         |
| Titus                       |                                                        | Flamekeeper                                                   | Neil Sandilands     | 3                    | 3.02–3.04, 3.06–3.07, 3.09 | Andreas Borcherding      |
| Charles Pike                |                                                        |                                                               | Michael Beach       | 3, 6                 | 3.02–3.06, 3.08–3.10, 3.13–3.16, 6.09 | Mike Carl                |
| Hannah Green                | Mutter von Monty Großmutter von Jordan                 |                                                               | Donna Yamamoto      | 3                    | 3.02, 3.04–3.06, 3.08–3.11, 3.14 | Dagmar Dempe             |
| Nia                         |                                                        | Königin von Azgeda                                            | Brenda Strong       | 3, 6                 | 3.03–3.04, 6.11 | Claudia Urbschat-Mingues |
| Bryan                       |                                                        |                                                               | Jonathan Whitesell  | 3–4                  | 3.04, 3.06, 3.08–3.12, 3.15–3.16, 4.02 | Maximilian Belle         |
| Ontari                      |                                                        |                                                               | Rhiannon Fish       | 3                    | 3.04, 3.09–3.10, 3.12–3.13, 3.15–3.16 | Anna Ewelina             |
| Luna                        |                                                        | Anführerin der Floukru Nightblood                             | Nadia Hilker        | 3–4                  | 3.13–3.14, 4.03–4.04, 4.06, 4.08, 4.10 | Patricia Strasburger     |
| Seiku                       |                                                        |                                                               | Jarett John         | 4                    | 4.01, 4.04–4.06 | Wolfgang Schatz          |
| Gaia                        | Tochter von Indra                                      | Flamekeeper                                                   | Tati Gabrielle      | 4–7                  | 4.01, 4.03, 4.08–4.10, 4.13–5.02, 5.04, 5.06–5.07, 5.09–5.10, 5.12–6.03, 6.05–6.06, 6.10–7.01, 7.03–7.04, 7.14–7.16                                                                                                  | Lea Kalbhenn             |
| Riley                       |                                                        |                                                               | Ben Sullivan        | 4                    | 4.02, 4.04–4.05, 4.08–4.09, 4.11 | Felix Auer               |
| Ilian                       |                                                        |                                                               | Chai Romruen        | 4                    | 4.02–4.03, 4.05–4.07, 4.09–4.10 | Oliver Scheffel          |
| Bill Cadogan                |                                                        | The Shepherd                                                  | John Pyper-Ferguson | 4, 7                 | 4.03, 7.07–7.08, 7.10–7.16 |                          |
| Hayes                       |                                                        |                                                               | Alex Pangburn       | 4                    | 4.04, 4.09, 4.11 | Robinson Reichel         |
| Geoff Hardy                 |                                                        |                                                               | Cole Vigue          | 4                    | 4.06, 4.09, 4.12 | Arne Hörmann             |
| Madi Griffin                |                                                        |                                                               | Imogen Tear         | 4                    | 4.13 | Lara Wurmer              |
| Madi Griffin                | Adoptivtochter von Clarke Adoptivenkelkind von Abigail |                                                               | Lola Flanery        | 5–7                  | 5.01, 5.03, 5.05–6.06, 6.08, 6.10–7.01, 7.06–7.07, 7.09–7.10, 7.12–7.16 |                          |
| Madi Griffin                |                                                        |                                                               | Lina Renna (jung)   | 5                    | 5.01 |                          |
| Miles Shaw                  |                                                        |                                                               | Jordan Bolger       | 5–6                  | 5.01, 5.03–5.05, 5.07–5.09, 5.11–6.01 | Tim Schwarzmaier         |
| Charmaine Diyoza            | Mutter von Hope                                        |                                                               | Ivana Milicevic     | 5–7                  | 5.01, 5.03–5.09, 5.11–6.06, 6.08, 7.02, 7.05–7.10 | Claudia Urbschat-Mingues |
| Paxton „Graveyard“ McCreary |                                                        | Massenmörder auf dem Friedhof (von Madi)                      | William Miller      | 5                    | 5.01, 5.03–5.06, 5.08–5.13 |                          |
| Kara Cooper                 |                                                        |                                                               | Kyra Zagorsky       | 5                    | 5.02, 5.04–5.08, 5.11 |                          |
| Michael Vinson              |                                                        |                                                               | Mike Dopud          | 5                    | 5.05, 5.08–5.10, 5.12 |                          |
| Russell Lightbourne I       |                                                        |                                                               | Sean Maguire        | 6–7                  | 6.02, 6.05, 7.01 |                          |
| Josephine Lightbourne I     |                                                        |                                                               | Sara Thompson       | 6–7                  | 6.02, 6.07–6.10, 7.13 |                          |
| Kaylee Lee                  |                                                        |                                                               | Sarah-Jane Redmond  | 6                    | 6.02–6.05, 6.07 |                          |
| Simone Lightbourne VI       |                                                        |                                                               | Tattiawna Jones     | 6                    | 6.03–6.06, 6.08–6.10 |                          |
| Jade                        |                                                        |                                                               | Bethany Brown       | 6                    | 6.03–6.06, 6.08–6.13 |                          |
| Gavin                       |                                                        |                                                               | Greyston Holt       | 6                    | 6.08 |                          |
| Marcus Kane II              |                                                        |                                                               | Greyston Holt       | 6                    | 6.08–6.09 |                          |
| Nelson                      |                                                        |                                                               | Lee Majdoub         | 6–7                  | 6.11–7.01, 7.03, 7.05, 7.07, 7.09, 7.12 |                          |
| Nikki                       |                                                        |                                                               | Alaina Huffman      | 7                    | 7.01, 7.03, 7.06–7.07, 7.09, 7.12–7.13, 7.16 |                          |
| Levitt                      |                                                        |                                                               | Jason Diaz          | 7                    | 7.05–7.06, 7.08–7.11, 7.15–7.16 |                          |
| Anders                      |                                                        |                                                               | Neal McDonough      | 7                    | 7.05, 7.07–7.10 | Martin Umbach            |
|                             |                                                        |                                                               |                     |                      | 7.08, 7.16 |                          |

## Ausstrahlung
| Staffel | Episodenanzahl | Erstausstrahlung USA | Erstausstrahlung USA | Deutschsprachige Erstausstrahlung | Deutschsprachige Erstausstrahlung |
| Staffel | Episodenanzahl | Staffelpremiere      | Staffelfinale        | Staffelpremiere                   | Staffelfinale                     |
| ------- | -------------- | -------------------- | -------------------- | --------------------------------- | --------------------------------- |
| 1       | 13             | 19. März 2014        | 11. Juni 2014        | 22. Juli 2015                     | 26. August 2015                   |
| 2       | 16             | 22. Oktober 2014     | 11. März 2015        | 7. Oktober 2015                   | 18. November 2015                 |
| 3       | 16             | 21. Januar 2016      | 19. Mai 2016         | 27. Juli 2016                     | 14. September 2016                |
| 4       | 13             | 1. Februar 2017      | 24. Mai 2017         | 30. November 2017                 | 21. Dezember 2017                 |
| 5       | 13             | 24. April 2018       | 7. August 2018       | 3. Januar 2019                    | 7. Februar 2019                   |
| 6       | 13             | 30. April 2019       | 6. August 2019       | 16. Januar 2020                   | 20. Februar 2020                  |
| 7       | 16             | 20. Mai 2020         | 30. September 2020   | 7. Januar 2021                    | 4. Februar 2021                   |

### Vereinigte Staaten
Die Serie startete am 19. März 2014 zunächst im Anschluss an Arrow auf The CW. Das erste Staffelfinale wurde am 11. Juni 2014 gezeigt. Im Durchschnitt erreichten die 13 Episoden der ersten Staffel 1,85 Millionen Zuschauer und ein Zielgruppen-Rating von 0,6 Prozent. Die Ausstrahlung der zweiten Staffel fand vom 22. Oktober 2014 bis zum 11. März 2015 statt. Mit 1,54 Millionen Zuschauern und einem Rating von 0,52 Prozent sanken die Einschaltquoten der zweiten Staffel im Vergleich zur ersten Staffel leicht. Die Premiere der dritten Staffel wurde am 21. Januar 2016 im Anschluss an die Serienpremiere von DC’s Legends of Tomorrow gezeigt. Das Staffelfinale wurde am 19. Mai 2016 gezeigt. Die vierte Staffel war vom 1. Februar 2017 bis zum 24. Mai 2017 auf The CW zu sehen. Die 5. Staffel wurde zwischen dem 24. April und 7. August 2018 ausgestrahlt. Bereits 25 Tage vor dem Start der sechsten Staffel, die zwischen dem 30. April 2019 und 6. August 2019 ausgestrahlt wurde, wurden die ersten beiden Episoden von Unbekannten im Internet veröffentlicht. Am 24. April 2019 wurde die Serie um eine siebte Staffel verlängert, die gleichzeitig das Serienfinale markiert und vom 20. Mai 2020 bis zum 30. September 2020 in den USA ausgestrahlt wurde. Die letzte Staffel enthält 16 Folgen – die Serie endete demnach mit genau 100 Episoden.

### Deutschland
Im April 2015 gab ProSiebenSat.1 Media bekannt, die Ausstrahlungsrechte der Serie gesichert zu haben. Die erste Staffel der Serie wurde ab dem 22. Juli 2015 in jeweils zwei bis drei Folgen auf ProSieben ausgestrahlt. Die ersten drei Episoden erreichten einen Schnitt von 1,95 Millionen Zuschauer (22,5 Prozent) der werberelevanten Zielgruppe und 3,06 Millionen Zuschauer (12,5 Prozent) beim Gesamtpublikum. Im Durchschnitt verfolgten 1,56 Millionen (17,1 Prozent) der werberelevanten Zielgruppe und 2,34 Millionen (8,9 Prozent) des Gesamtpublikums die erste Staffel. Am 7. Oktober 2015 startete die zweite Staffel. Die Ausstrahlung der dritten Staffel begann am 27. Juli 2016 auf ProSieben.
Die vierte Staffel wurde auf dem Schwestersender Sixx vom 30. November 2017 bis zum 21. Dezember 2017 ausgestrahlt.
Die fünfte Staffel wurde in Deutschland zwischen dem 3. Januar und 7. Februar 2019, die sechste Staffel zwischen dem 16. Januar 2020 und 20. Februar 2020 auf Sixx ausgestrahlt.
Die Ausstrahlung der finalen siebten Staffel erfolgte wöchentlich auf Sixx im Zeitraum vom 7. Januar 2021 bis zum 4. Februar 2021.

## DVD-Veröffentlichung
Die erste Staffel der Serie erschien am 29. Oktober 2015 in Deutschland ungeschnitten auf DVD mit einer FSK-16-Freigabe. Eine Veröffentlichung der ersten Staffel auf Blu-ray Disc ist bislang nicht angekündigt. Die zweite Staffel erschien am 25. Februar 2016 in Deutschland auf DVD (FSK-16-Freigabe). Die Blu-ray zur zweiten Staffel ist in Deutschland am 23. Juni 2016 erschienen. Staffel 3 ist am 23. Februar 2017 auf DVD und Blu-ray erschienen. Staffel 4 ist am 22. Februar 2018 auf DVD und Blu-ray erschienen. Die Veröffentlichung von Staffel 5 erfolgte bisher nur auf DVD am 7. März 2019. Staffel 6 erschien am 25. Juni 2020 ebenfalls nur auf DVD. Staffel 7 erschien am 24. Juni 2021 auf DVD.

## Rezeption
In den USA wurde die Serie überwiegend positiv aufgenommen; die erste Staffel erhielt von Rotten Tomatoes eine Bewertung von 72 Prozent, basierend auf 72 Rezensionen. Häufig wurde der massive Einsatz von Stereotypen kritisiert.
Die Huffington Post schrieb „in der Serie geht es um moralische Entscheidungen und die daraus erwachsenden Konsequenzen; es ist lobenswert, dass die Serie dieser Grundidee treu geblieben ist“. Im Hollywood Reporter stand „die Serie drückt die Zukunftsvision des Fernsehsenders aus: Die Erde wird von attraktiven Teenagern bewohnt, während deren Eltern im Weltraum bleiben müssen“.

## Unterschiede zum Buch
Die Fernsehserie basiert nur sehr lose auf den Buchvorlagen der Autorin Kass Morgan, deren Grundidee wiederum von Alloy Entertainment skizziert wurde. Gleich ist die Grundthematik des Überlebens der Gruppe, die stets über dem individuellen Glück – und Leben – des Einzelnen zu stehen hat. Das Figurenset differiert jedoch, so wurden für die TV-Serie die Hauptcharaktere Finn, Murphy, Jasper, Monty, Raven und Lincoln neu geschaffen. Andererseits wurde auf die Romanfiguren Glass, Luke, Camille, Carter, Graham und Sasha verzichtet. Die Raumstation Arch (im Buch: The Colony) verbleibt nicht 300, sondern 97 Jahre im Weltraum. Die Grounder (im Buch: Earthbornes) erscheinen nicht wie im Buch als zahm und gutmütig, sondern in der filmischen Umsetzung als wild und grausam.